# 本日も晴天なり
『本日も晴天なり』（ほんじつもせいてんなり）は、1981年（昭和56年）10月5日から1982年（昭和57年）4月3日まで放送されたNHK連続テレビ小説第28作である。

## 概要

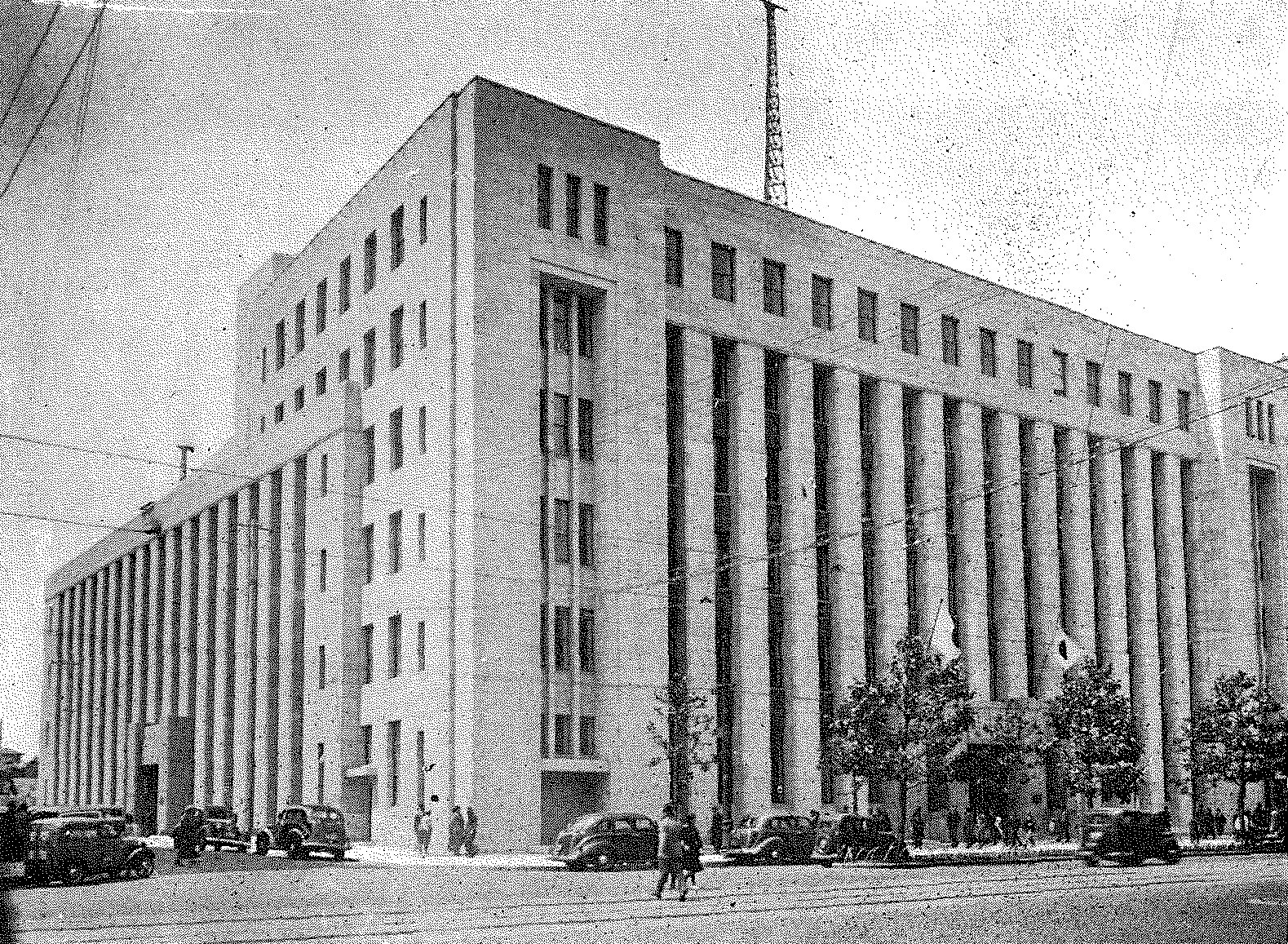
NHK東京放送会館
ドラマの舞台の一つで桂木元子がアナウンサーになった1944年、日本放送協会本部は千代田区内幸町にあった。

元NHKアナウンサーで作家である近藤富枝の半生がモデル。
1926年（昭和元年）、東京人形町に生まれた桂木元子が、NHKのアナウンサーをふり出しに、戦後はルポライターを経て作家への道を歩んでいく姿を、昭和の世相をからめながら描く。仕事に生きがいを求め、意欲を持って生きた昭和女性の奮闘記。
1981年 - 1982年の平均視聴率は36.6%、最高視聴率は43.3%（関東地区、ビデオリサーチ調べ）。
『おはようさん』以来、大阪放送局と放送センターで半年交代で制作されていたが、今作品は例外的に東京で制作された。
タイトルの由来は、主人公がマイクテストの際に「本日は晴天なり」と言うべきところを「本日も晴天なり」と言ってしまったエピソードからで、それは第18回で描かれている。
完全版・総集編共にDVDは未発売。放送ライブラリーでは第1回が公開されている。
2022年9月19日から2023年3月25日（日曜分は同月26日）まで、NHK BSプレミアムとNHK BS4Kのサイマル放送で、月曜から土曜の午前7時15分から7時30分と日曜の9時30分から11時（1週間分をまとめて放送）に再放送されたが、2022年10月4日（第14回）の放送中に北朝鮮による弾道ミサイルの発射に伴うJアラートの発動があり、衛星放送・ラジオを含む9波（国際放送を含むと10波）の全中共通番組を急遽放送したため、途中で打ち切りとなった。改めて翌10月5日に放送され、10月8日に第17回と第18回を2本まとめて放送された。

## あらすじ
昭和19年、戦時中の東京下町、人形町。19歳の桂木元子は、初の女子ラジオ放送員の募集に応募し、31人の女子アナウンサーの一人として合格した。厳しい研修を経て、東京放送局に入る。1年で終戦を迎え放送局は占領軍に接収される。元子は男性局員に邪魔者扱いされたことに憤慨し、放送局を退社。実家の店先で着物の古着屋をはじめる。やがて元子は復員して桂木家に居候する大原正道と親しくなる。周囲のおせっかいで二人は結婚。出版社に勤め始めた正道を支えるため、元子は古着の他、帯芯を染め直して仕立てたかばんを売り出すなど物資不足の戦後をたくましく生き抜いていく。
やがて元子は妊娠するが、出産目前で死産。その後再び妊娠し、長男・大介を授かる。朝鮮戦争がはじまると皮肉にも日本の景気は良くなっていく。
昭和25年、専業主婦となった元子に正道の父・泰光が倒れたとの知らせが届く。元子は正道と大介3人で松江に移住し、正道の実家で同居する。昭和28年には長女・道子を出産する。元子はラジオ放送員の同期の活躍に焦りを覚えるが、地元ラジオ局のモニターとなって感想文を送ることになった。昭和31年、泰光の病状が悪化し、死去。正道は東京で建設現場の監督の仕事を紹介される。元子一家は再び上京する。
昭和38年、東京に落ち着いた元子は、主婦業の傍らラジオ用の童話や新聞投稿を書いていたが、なかなか採用には至らなかった。ある日、雑誌で懸賞手記「私の八月十五日」を見つけた元子は、アナウンサー時代終戦を迎えた日を思い出しながら猛然と執筆し締め切りギリギリに投稿する。それきり手記のことを忘れていたが、2200通の応募の中から特選を受賞、賞金5万円を獲得する。
元子一家が喜んだのもつかの間、正道が工事現場の事故で重傷を負う。元子は看病しながら家計を支えるため、自ら出版社に売り込みに行き、「女性時代」編集部で原稿の校正や書き直しの仕事を得る。家族の応援を得て仕事に励む元子は、夜中に鶴見事故の取材を命じられる。
昭和40年秋、元子は家族の協力を得て事件取材をするルポライターとして忙しく働いていた。年末、父の宗俊が死去。年が明けると元子は英国海外航空機空中分解事故の取材のため夜中に御殿場に駆け付ける。その間に松江で正道の祖母・波津が死去。取材を終え急ぎ松江に駆け付けた元子は波津の死に目に会えなかったことを悔やみ、記事の執筆を断ろうとするが、編集長の福井に説得される。
昭和46年、元子は乳児遺棄事件に憤り取材していた。大学生になった大介が未婚のまま妊娠した圭子が出産するまで同居すると言い出し、元子は激怒。だが正道や道子になだめられ、圭子の出産まで協力する。大介は出産に合わせ、圭子との婚姻届を出して子供を自分の籍に入れようとするが、元子と圭子に反対され、入籍は延期になる。大介は先輩のいるタンザニアに行くと言い出し、元子をやきもきさせる。
昭和48年春、大介はアフリカに出発。元子の自分史『明るい窓に向かって』が正道の装丁で出版される。だが石油ショックで出版記念パーティーは頓挫。元子の放送局同期生たちが集まり、パーティーを開催しようと決断。吉宗は記念品の手ぬぐいを染める。編集部から次の仕事を知らされた元子は人形町を走り取材先へと向かう。

## キャスト
桂木元子（かつらぎ もとこ） → 大原元子（おおはら もとこ）
演 - 原日出子
桂木家の長女。昭和元年生まれにちなんで「元子」と名付けられた。近所の住民らからは「もっちゃん」と呼ばれているが、頑固な性格から、兄などからは名前をもじって「ガンコ」と呼ばれ、放送協会入局後も同期から「ガンコ」のあだ名で呼ばれている。生まれも育ちも東京の下町のため、親同様「ひ」の発音が「し」になる癖がある。
専門学校在学中の昭和19年、数え19歳の時、村岡花子にあこがれ、父に内緒で放送員（アナウンサー）の願書を提出。父に反対されながらも受験し、見事に合格(また反対していた父も就職後は元子の研修内容に熱心に研究していたという)。研修後、東京放送局配属となり、国内向け放送の他に、外国向け短波放送も担当したり、泊まり勤務中に空襲に遭い放送局の消火活動を行うなど、男性同様に奮闘し、終戦を迎える。
男性局員が復員する中、先輩の沢野（後述）に邪魔者扱いされたことに立腹し、同期の東京勤務の女子局員9名とともに辞表を提出して放送局を退職。退職後は「吉宗」の店先で着物の古着屋を始める。
昭和20年末、正道と東京で仮祝言を挙げ、松江でも祝言を挙げて正式に結婚。結婚後はキンが住んでいた母屋の裏の離れに正道と一緒に住むことになる。
正大の戦死公報が届いたあと、妊娠が判明するも、産月の転倒事故によって死産。悲しみを乗り越え、再び妊娠が判明し、昭和25年4月15日に長男・大介を出産する。正道と3歳の大介と共に正道の郷里・松江に移り住む。移住から5年後には長女・道子を出産、暫くしてラジオ番組のモニター活動を始める。
夫や家族と共に帰京した後、主婦業の傍ら執筆活動を続ける。
夫が労災に巻き込まれ、長期休業となったころから『女性時代』で仕事を始め、次第にルポライターとして活躍するようになる。
昭和45年の嬰児コインロッカー遺棄事件をきっかけに、児童相談所への取材を続ける。
大原正道（おおはら まさみち）
演 - 鹿賀丈史
大正11年生まれ。正大の中学校の先輩にあたり、戦前は職業軍人で、昭和19年時点では陸軍中尉、終戦時には大尉に昇進していた。島根県松江市出身。千葉県佐倉の千葉連隊区所属。機械いじりが得意。
元子の「初鳴き」の際、身内や近所の人間が放送を聞き逃したが、偶然放送を聞き、わざわざ桂木家に電話をよこした。
戦後は残った戦車を焼却処分する残務処理をし、元子の古着商の鑑札取得を助け、一時郷里の松江へ帰る。友人のバラック建設業を手伝うために再度上京し、桂木家に住み込むこととなる。
のち、元子の夫となり、友人らと出版業を始めるが後に倒産、父の病もあり松江に家族で帰郷、公職追放解除のタイミングでもあったために役所勤務となる。
実父の没後に再び上京、建設会社で現場監督として働くが、昭和38年、工事現場の崩落事故に巻き込まれ脚を骨折、大量の輸血により命は取り留めたものの長期入院となる。
長期療養中に人間工学を勉強、退院後は家具製造に携わる。
桂木宗俊（かつらぎ そうしゅん）
演 - 津川雅彦
元子の父。日本橋人形町で江戸時代から続く染物屋「吉宗（よしそう）」主人。名前の読みは「むねとし」だが、江戸時代の茶坊主・義賊の河内山宗春にあやかって「そうしゅん」を名乗っており、幼馴染からも「そうちゃん」と呼ばれ、家族や金太郎（後述）らも宗俊について語る際「河内山」と呼ぶことがある。
短気で勝気、べらんめえ口調だが、実は小心者で何かあると布団を被って寝込む。子煩悩だが、素直になれずにいる。カボチャと芋は食べない主義。
元子の放送員試験応募には反対するも結局、就職後は研修内容を元子に毎晩説明させるなど、却って研究熱心になる。
戦時中は物資統制令のため、店を閉めて工場で働いていた。人形町周辺が東京大空襲でも焼け残り、桂木家も焼け残って家族や使用人も無事生き延びたが、戦後も本業を再開できず、代わりに闇市へ買い出しに行こうとしては汽車が満員で諦め、元子が古着屋の物々交換で米兵から仕入れた食料を闇市で売ろうとして浮浪児に盗まれ、歌舞伎役者からの依頼がGHQ命令による公演中止の影響で取り消されるなど失敗続きとなる。
正道とバラック建設の仕事に就き、元子にかばんの材料にする帯芯を染めるよう頼まれたことをきっかけに本業を少しずつ再開させる。
その後も仕事を続けたが、昭和39年、新潟地震の影響で関東地方も揺れた直後に心臓発作を起こし、その後も騙し騙し仕事は続けていたが、昭和40年10月、62歳で亡くなる。
桂木トシ江（かつらぎ としえ）
演 - 宮本信子
元子の母。大抵のことには動じず、宗俊の小言も受け流す。元子が家庭そっちのけで仕事をしているのを心配しつつも子供を預かるなど協力している。
桂木正大（かつらぎ まさひろ）
演 - 福田勝洋
元子の兄。北海道の大学に通っていたが、大学生の一部徴兵猶予撤廃によって出征する。
大原によれば、所属部隊とともに満州に派遣されたが、その後関東軍の多くとともに南方に派遣されたという。
昭和20年3月12日にフィリピンで戦死した旨の公報が翌21年に届く。
桂木巳代子（かつらぎ みよこ） → 藤井巳代子（ふじい みよこ）
演 - 小柳英理子
元子の妹。食いしん坊でちゃっかりした面がある。
昭和21年、無事に女学校を卒業。家業を手伝いながら生活学院に通う。学院卒業後、得意な料理を生かして時折ラジオ番組にも出演していた。
大原と仕事をしていた藤井（後述）に見初められて結婚、1女をもうける。
桂木順平（かつらぎ じゅんぺい）
演 - 吉田紀人 → 藤森政義 → 斎藤建夫
元子の弟。
昭和20年に入り、キン（後述）とともに埼玉県熊谷市へ疎開。同年8月14日に空襲を受け、15日にキンとともに帰京。
学生時代は野球に熱中。宗俊と馬が合わず、一時、松江へ家出する。
映画の世界を目指し、助監督を務めながら脚本を書いていたがものにならず、父との対立もあり、悶々とした日々を送っていた。徳島県で見た藍を作る職人の記録映画を制作。その後各地の職人の手仕事を見るため家に寄り付かなかったが、藍職人のもとで住み込みで働いていた。
昭和38年11月、妻となる福代を連れて東京に戻り、宗俊に弟子入りする。周囲に歓迎され吉宗の跡継ぎになる。
花山洋三（はなやま ようぞう）
演 - 上條恒彦
元子の叔父。喫茶「モンパリ」店主だったが、昭和19年時点では当局の指導で閉店を余儀なくされる。通称は「モンパリの叔父さん」。
若いころに洋行経験があり、正大に北海道の大学入りを勧めた。出征前の正大には千鶴子との密会の場を作ったり、元子が放送員試験合格後に同期を連れて訪れた際には残った手持ちのコーヒーを、研修後の送別会の時はシャンパンを提供する。
元子らが松江の大原家に挨拶に行く際には宗俊が余計なことを言わないよう、お目付けとして同行する。
戦後も「モンパリ」経営者を長く続けるが、大原の事故と長期療養中には、元子に店の運営を任せることを提案したことがある。
昭和43年ごろに店を他の者に任せ、夫婦揃って海の近くの温泉付き老人ホームに移住したが、昭和46年時点でも週に2回は東海道本線に乗り銀座を訪れている。
花山絹子（はなやま きぬこ）
演 - 茅島成美
元子の叔母。宗俊の妹。
「モンパリ」を元子とともに訪れた同期たちに、元子が幼いころ、店を訪れた尾上菊五郎の膝の上で粗相をしたことを明かす。
元子と同い年の息子がいたが、夭逝している。
大原大介
演 - 橘慎之介 → 中村雅紀 → 田島理司 → 木下浩之
正道と元子の長男。昭和25年生まれ。戦死した元子の兄・正大の一字を取って正道が命名。松江に移住する前、初めて松江を訪れた時から「ひいばあ」こと波津に懐いていた。
昭和40年時点で中学3年生。元子が仕事のため家を空けてばかりで、高校受験を前にして家事もこなさなければならないことに不満を抱くが、両親と話し合い関係は改善。志望校に合格する。
その後大学へ進学、学生運動のデモにも参加する。
1973年、アフリカ・ケニアに渡航する。
大原道子
演 - 川瀬香織 → 荒川真実 → 川上麻衣子
正道と元子の長女。松江で生まれる。
立山のぼる（たてやま のぼる）
演 - 有安多佳子
元子のアナウンサー時代の同期生。満州出身。同期からは「立つ山にのぼる」という名前から連想した「六根清浄」もしくは略して「六根」というあだ名で呼ばれる。
試験に不合格ならば結婚するよう言われていた。
研修後は元子と同じ東京放送局配属となるが、下宿先を空襲で焼け出され、トモ子（後述）が去った後空き部屋となっていた花山家の部屋に下宿することとなる。
元子らと一緒に放送協会を退職後、銀座のPXに勤め、元子の古着屋に客を案内するようになる。
昭和21年、ハヤカワと結婚。その数ヶ月後に母親が満州から引き揚げてくるが、父親は引き揚げ途中に死去していた。
昭和24年時点で1女の母。
昭和30年時点ではテレビに顔出し出演もしている。
その後もテレビ局勤務を続け、鶴見事故や英国海外航空機空中分解事故の取材の際は現場で会った元子に協力する。
昭和46年、後進に道を譲るよう仄めかされる。
向井恭子（むかい きょうこ）
演 - 小島りべか
元子のアナウンサー時代の同期生。横浜出身。愛称は淡谷のり子の曲名にちなんで「ブルースちゃん」。
研修後は元子と同じ東京放送局配属となる。
元子と共に室長に9人分の退職届を提出したものの、室長の説得に応じ、9人の中で唯一放送局に戻る決断をし、後に『婦人の時間』担当となる。
昭和30年時点では子ども番組を担当。
昭和38年時点でも現役。
五十嵐悦子（いがらし えつこ） → 茜島悦子（あかねじま えつこ）
演 - 渡辺佐和子
元子のアナウンサー時代の同期生。元々放送協会の秘書室勤務から放送員に応募して合格したため、放送協会の先輩でもある。あだ名は「ガラ」。
研修後は元子と同じ東京放送局配属となる。
昭和24年、相撲茶屋へ嫁ぐために寿退社、若女将となるが、昭和38年、元子の祝賀パーティーには姑の訃報のため参加を逃す。
浅岡喜美代（あさおか きみよ）
演 - 鳴海和世
元子のアナウンサー時代の同期生。あだ名は「犬張り子」。
研修後は元子と同じ東京放送局配属となる。
飯島トモ子（いいじま ともこ）
演 - 菅原香織
元子のアナウンサー時代の同期生。同期から、トモ子という名前から「友=フレンド」と連想した「ふれちゃん」というあだ名で呼ばれる。
山形生まれの仙台育ちのため、講師陣からイントネーションの違いを修正するよう指摘される。
一度はアナウンサーを辞めて帰郷しようとするも、元子に止められ、花山宅に下宿し続けることとなる。
研修後は仙台放送局配属となる。終戦後は復員した男性職員が増えたことにより、退職した模様。
昭和24年時点で既婚だったことが判明。
昭和38年には夫の会社の専務となっている。
青山光子（あおやま みつこ）
演 - 麻茶れい
元子のアナウンサー時代の同期生。熊本県出身のため熊本弁訛りがある。北九州空襲のニュースを聞き、同地に住む姉の安否を心配する。あだ名は「薩摩焼酎」。
研修後は鹿児島放送局配属となる。
昭和38年、元子の特選受賞パーティに駆けつける。
三井良男（みつい よしお）
演 - 星充
元子のアナウンサー同期生唯一の男性。大正13年10月5日生まれ、水戸出身。飯島の引越の手伝いに駆り出される。コーヒーが好物。あだ名は黒一点の敬意を込めて「オジサン」。
研修後は広島放送局配属となるが、配属から僅か1か月で徴兵される。
終戦後シベリア抑留を経て帰国。水戸で過ごすうちに立花より声がかかってNHKに復帰。
昭和30年、NHK松江放送局に赴任し、偶然、琴曲演奏のために同局を訪れた陽子（後述）と会ったことから元子の所在を知り、大原家を訪問して実に11年ぶりに再会する。
その後、NHK長野放送局勤務を経て、昭和38年時点では東京に勤務。
黒川由美（くろかわ ゆみ）
演 - 水島美奈子
元子の先輩の放送員。責任感が強く、元子ら新人放送員の憧れの先輩。学徒出陣した恋人を明治神宮外苑競技場で見送った時の話を元子らに語ったことがある。
昭和20年3月10日、東京大空襲の際に放送局に駆けつけようとし、途中避難した明治座で他の避難者らと亡くなり、放送局関係者初の戦争犠牲者となる。
近藤喜代（こんどう きよ）
演 - 仙北谷和子
放送協会の演出家。元子らを厳しく指導する。
戦後、放送協会に進駐軍の従軍記者らが東京ローズを探して押し寄せた際、元子らアナウンサーや室長らが戸惑う中、流暢な英語で応対して記者らを国際部へ案内する。
恭子によると、その後も放送協会に常駐するGHQ職員と英語で堂々と渡り合っているという。
内田雅美（うちだ まさみ）
演 - 上岡一美
金太郎（きんたろう）
演 - 木の実ナナ
芳町の芸者。本名は「池田鞠子」。
正大の徴兵を聞きつけると自らの上等の夏帯を売って天麩羅油一升を買って届けたり、赤飯の為の小豆を集めるために近所の子供のお手玉を買い集めたり、何かと世話を焼く。
戦況悪化で芸者の仕事もなくなると、顧客だった社長の経営する軍需工場のお茶汲みとして勤務。
その後、日本橋界隈の空襲で焼け出されたために桂木家に身を寄せるが、キン（次項）を順平と疎開させようとした際に啖呵を切ったことで桂木家を出る。
その後の東京大空襲で消息不明になり、桂木家でささやかな葬儀が営まれる。
キン
演 - 菅井きん
桂木家の使用人。息子・善吉が徴兵されて出征していった経験を持つ。
桂木家の子供を孫同様に可愛がり、自らを「おキン婆や」と呼んでいる。
昭和20年、順平と熊谷に疎開するが、東京大空襲のニュースを聞いて人形町に駆けつける。8月14日、熊谷で空襲を受け、翌15日に順平とともに帰京する。
正大の葬儀後、桂木家で職人をしていた善吉が復員。
善吉の結婚後、桂木家を出て息子夫婦と同居する。
善吉（ぜんきち）
演 - 小松政夫
キンの息子。昭和21年に無事復員。仕事にも復帰し、草加を厳しく指導したために疎まれてしまう。
後に、巳代子と藤井を結びつけるためについた彦造が咄嗟についた嘘がきっかけとなり、銀太郎（後述）と結婚することとなる。
彦造（ひこぞう）
演 - 森三平太
「吉宗」職人。11歳のころから働いており、独身で家族はいない。愛称は「彦さん」。
昔気質で、仕事に集中すると食事も後回しにする。
神長幸之助（かみなが こうのすけ）
演 - 牧伸二
宗俊の幼馴染の隣人。日本楽器店「秀美堂」主人。宗俊からの通称は「幸ちゃん」。戦時中は町内の防空担当を務めていた。
昭和20年5月、召集令状が届く。
終戦発表後、無事に帰還。
神長小芳（かみなが こよし）
演 - 左時枝
幸之助の妻。
吉田友男（よしだ ともお）
演 - 犬塚弘
宗俊の幼馴染の隣人で隣組長。銭湯「中の湯」主人。
長谷川芳信（はせがわ よしのぶ）
演 - 増田順司
隣人。元子からは「長谷川のおじいちゃん」と呼ばれる。通称は「ご隠居」。
長谷川百合子（はせがわ ゆりこ）
演 - 井上英以子
芳信の娘。
池内千鶴子（いけうち ちづこ）
演 - 石井めぐみ
正大の元恋人。大正12年生まれ。正大の出征を聞き、元子に自らの髪一房を入れた正大宛の手紙を預ける。
その後、元子とともに正大に面会に行くが、部隊の移転により会いそびれる。
日本橋界隈の空襲の際、桂木家を心配して様子を見にわざわざ訪れる。
東京大空襲では難を逃れ、一時、母親の実家のある長野県に避難していた。
元子が正大の戦死公報が届いた旨の手紙を送ったが、宛先不明で返送される。また、元子がラジオの尋ね人の時間に投稿する。
元子らが松江に住んでいる間に結婚したことを報告しに柏木家を訪れたと、トシ江が元子に伝える。
藤井祐介（ふじい ゆうすけ）
演 - 赤塚真人
正道の取引相手のブローカー。宗俊にも布を仕入れて来た事から桂木家に出入りするようになり、その後正道の出版会社とも関わる。
巳代子を見初め結婚する。
その後独立し事業を始める。
沢野
演 - 森田順平
放送局員。元子らの二次試験の際、受験者に試験方式の説明を行った。
ラジオドラマのリハーサルに元子ら5人を引率した際の元子らの言動に激怒し、厳重注意を与える。
正義感が強く、時として後輩に熱心に指導をするが、話が長くなり過ぎるきらいがある。また女子局員はアルミ盤代わりだと本音を漏らす。自身の女子放送員に対する暴言がもとで大量退職の原因を作る。
立花国明（たちばな くにあき）
演 - 渥美国泰
放送局員。面接の試験官であり、合格した新人放送員の指導教官でもある。時局のため、通常3か月の新人研修を1か月半で行うと通達する。元子と同年代の娘がいる。
明治座で黒川放送員の遺体を発見し、身元の確認を行う。
終戦直前、もし軍隊が乗り込んで来て声明文を読むよう脅迫された場合は命を賭すのではなく指示に従うように女子放送員らに伝える。
元子らが辞表を提出した際には個別訪問して慰留した。
昭和38年、元子の特選受賞記念パーティーに呼ばれ、元子らと再会する。
本多
演 - 山本紀彦
放送局員。面接の試験官も務める。元子の「ひ」と「し」の発音が区別できていないことについて指摘する。
合格した新人放送員の指導教官でもあり、元子らに放送員のあり方を説明する。
東京大空襲の際、軍の空襲警報発令が将校の対応により遅れた事に怒りを露わにする。
昭和20年8月15日、玉音放送の進行および説明放送を担当。
川西
演 - 富田浩史
放送局員。本多と同様、軍の将校の対応について怒る。8月15日早朝、東京放送局に入り込んで来て自分達の意思を放送したいという青年将校の反乱部隊に、助手の桃絵（次項）の機転を受け、東京放送局からは電波が出せないため東部軍管区と電話で話すよう案内し、放送できないよう時間を稼ぐ。
定刻より2時間21分遅れた午前7時21分、正午からの玉音放送の告知放送を担当する。
桃絵
演 - 麻生えりか
放送局で働く勤労学生。
元子ら放送員以上に細かい点に気がつき、元子の「本日『も』晴天なり」の誤りにも気がついた。
8月15日早朝5時に反乱将校らが踏み込んだ際も準備中だったが、咄嗟の機転で東部軍管区から電波発信中のため放送会館からは電波が出せないと嘘をつき、反乱将校らの謀略放送を流そうとする作戦阻止に陰ながら貢献する。
芦田
演 - 平沢公太郎
放送会館の録音技師。反乱将校らに放送会館内を案内させられる途中、元子らに「大丈夫、本日も晴天なりだよ」と、玉音盤が無事であることをそれとなく伝える。
村田
演 - 和田周
田中少佐
演 - 江角英
放送会館に踏み込んだ反乱将校の一人。
医者
演 - 鈴木昭生
大原が高熱を出した際に往診した医師。
ジョー・ハヤカワ
演 - 深水三章
モンパリの客。日系アメリカ人記者。「日本人が敗戦を終戦、占領軍を進駐軍と言い換えている」と批判し、のぼるとはしばしば言い合いをしていた。
のぼるに好意を寄せ、プロポーズして結婚。
昭和24年、単身でアメリカへ旅立ち、その後は朝鮮戦争の従軍記者となる。
昭和38年時点ではプレスクラブの大物となっている。
立山松代（たてやま まつよ）
演 - 文野朋子
のぼるの母。言い出したら聞かないところがある。
外人記者
演 - フィリップ・グライスマン
ハヤカワと共にモンパリを訪れていた記者。ハヤカワと同様の批判をする。
闇市の男
演 - 東龍明
吾郎
演 - 前田晃一 → 吉田茂樹
宗俊と彦造が闇市で売っていた商品を盗んだ浮浪児。
元は浜田屋の息子だったが、東京大空襲により両親と家を失い、頼る親類もおらずに浮浪児となっていた。思ったことを何でも言うため、周りの大人を困惑させる。桂木家に居候し、順平と仲良くなり、その後、子供のいない神長家の養子になる。養子になるに際し、神長家が犬猫を拾ってはすぐ捨てていたため、トシ江が反対した。
浜村
演 - 矢田稔
歌舞伎役者松本幸四郎の番頭。幸四郎が『菅原伝授手習鑑』公演をするにあたり、ばら撒くための手拭いを染めるよう宗俊に依頼するが、後日GHQから公演中止を言い渡されたため依頼を取り消しに来る。
銀太郎（ぎんたろう）
演 - 日向明子
生前の金太郎を知る芳町の芸者。三味線用の糸を求め、闇市にいた幸之助の所に現れる。
のち、彦三がついた嘘から縁ができ、善吉と結婚。
結婚後は小料理屋『銀太郎』を開く。
大原波津（おおはら はつ）
演 - 原泉
正道が本編中に「立派な雛人形を持っている」と元子に語っていた、松江に住む祖母。近所の子どもらに書道を教える。
元子の筋が通ったところを気に入り、嫁入りを許すよう、本家の人々に言い渡す。
正道一家が初めて帰省したときから大介に懐かれる。
正道が労災に遭遇した際に邦世（後述）とともに東京に駆けつけ、自分だけ正道と家族の面倒を見ると東京に残るが、自身も体調を崩し結局松江に帰ることとなる。
昭和41年に入り体調が悪化、3月6日未明、元子が英国海外航空機空中分解事故の取材のため御殿場出張中に危篤になり、正道と大介は松江に駆けつけたものの、元子の到着を待たずに亡くなる。
大原泰光（おおはら やすみつ）
演 - 森塚敏
正道の父。元々心臓が弱いらしく、昭和28年、一度危篤状態となるも徐々に回復。
陽子の結婚を見届けたのち、容態が急変して亡くなる。
大原邦世（おおはら くによ）
演 - 磯村みどり
正道の母。裁縫教室を開き、忙しい家事の合間に教えている。
大原陽子（おおはら ようこ） → 柳瀬陽子（やなせ ようこ）
演 - 田中美佐子
正道の妹。結婚し一度は家を出たが、正道らが再び上京する際に正道と元子に請われ、夫と共に実家に住むこととなる。
大原政久（おおはら まさゆき）
演 - 下條正巳
大原家本家の大叔父。正道と元子が先に東京で仮祝言を挙げたことに難色を示す。
大原忠之（おおはら ただゆき）
演 - 井原幹雄
大原家本家の大叔父。
区役所の職員
演 - 宮沢元
桂木家に正大の戦死の公報を持って来た職員。
草加国明（くさか くにあき）
演 - 冷泉公裕
復員後に桂木家へ正大が出征した時に持たせた迷子札を持ってきた元兵隊。当初は正大と同じ部隊で親しかったと主張し、正大と並んで最後の一斉突撃に出て、正大が銃弾に打たれたところを見たと説明するが、元子らに正大の最期の様子を聞かれても答えられなかった。正道が正大の状況を確認したところ、正道に「あんたは一体…」と言い、正道が士官学校卒業と知ると態度を翻し、迷子札はたまたま拾っただけと話す。桂木家一同は気を落とすが、宗俊がこれで幕引きにしようと決意し、迷子札を遺骨代わりに正大の葬儀を執り行う。正大の戦死公報が届いてから半年後のことであった。その後、彦さんが腰を痛めたことと、行く当てもないことから、桂木家に住み込み、宗俊の仕事を手伝う。復員した善吉に厳しく当たられて参ってしまい、吉宗の仕事を辞めて正道を手伝うようになるが、そこでは藤井に厳しく当たられ、元子の死産の遠因となる詐欺被害に遭う。
宗俊の四十九日の場に突如現れ、大原らから追い返されそうになるが、上野で小さな飲食店を営んでいること、実は宗俊と10年以上前に偶然再会して以来宗俊が店を訪れ交流があったことを明かす。
福井泰子
演 - 三木弘子
「女性時代」の女性編集長。仕事を求めてきた元子を原稿のリライト担当に雇い、厳しく指導する。家庭や取材の問題で挫けそうになる元子を「あなたのような視点が必要だ」と引き留める。
船田
演 - 河原裕昌
カメラマン。
「女性時代」社員。
東島（とうじま）
演 - 坂口芳貞
人形町界隈を担当する巡査。
戦中、桂木家から聞こえた三味線の音を警告するために立ち寄ったところ、自らと同じ肥筑方言訛りの光子と意気投合して言いくるめられる。
橋本
演 - 鈴木正幸
建設会社勤務。正道に再度上京するよう働きかけ、上京後ともに現場で働く。
米村浩子（よねむら ひろこ）
演 - 北川智繪
柳瀬平八郎（やなせ へいはちろう）
演 - 西岡德馬
陽子の夫。小学校教師。
三宅（みやけ）
演 - 綾田俊樹
「毎朝新聞」記者。
倉石小雪
演 - 苫米地洋子
正道が事故で入院した病院の看護婦。大柄なため、患者からは「大雪さん」とも呼ばれている。
山田
演 - 江藤潤
正道と同室の入院患者。職業は家具職人。
福代
演 - 谷川みゆき
順平の妻。宗俊らからは「福ちゃん」と呼ばれる。
中屋文乃
演 - 草村礼子
大介の同級生の母。大介と同じ高校を受験した息子・隆が不合格だったため家出し、息子を探して大原家を訪れた。
冬木
演 - 中平良夫
『女性時代』編集者。元子と喫茶店で会う約束を忘れ、これが結果的に元子が『女性時代』編集部に行くきっかけとなる。
山村信子
演 - 壇まゆみ
鶴見事故の犠牲者の妹。犠牲者の遺体が運ばれた總持寺で元子と偶然出会い、その後元子が自宅まで取材に訪れる。
山村節子
演 - 木崎雅子
鶴見事故犠牲者の妻。事故のショックで気が触れる。後日元子が再度自宅を訪れたものの、子供らと転居したため行方知れずとなる。
警察官（声のみ）
演 - 山崎満
大介と、大介が探しに行った家出した同級生を上野で保護し、大原家に電話をかけた警察官。
八木沢
演 - 中嶋英夫
洋三引退後の『モンパリ』のマスター。
筧圭子
演 - 鈴木美江
大介と同居している女性。短大生だったが別の男性の子供を妊娠し、親から仕送りを止められたため中退。子供の父親の男性はアルバイト中の事故で他界した。大介が同居し始めた時点では妊娠5か月。
その後出産し、大介からの結婚提案を断り、子供を連れ茜島に住み込みで働く。
米内
演 - 佐々木敏
杉本
演 - 小川降一
工藤
演 - 中原由視
友野富子
演 - 松田真知子
平井
演 - 山崎猛
持田
演 - 木村翠
その他
演 - 市川兵衛、浜田晃、伊藤正博、坂本由英、須永慶、羽鳥靖子、森康子、谷津勲、阪上和子、由起艶子、たうみあきこ、山口仁奈子（児童相談所・武藤所長） ほか

## スタッフ
- 作 - 小山内美江子[9]
- 音楽 - 三枝成章[9]
  - イメージソング - 「本日も晴天なり」[注釈 6]（作詞 - 東海林良、作曲・編曲 - 三枝成章、歌 - 西尾尚子）
- 語り - 青木一雄[9]（第67回は顔出し出演あり）
- タイトル人形 - 香月泰男[9]
- 風俗考証 - 喜多川周之[9]
- 三味線指導 - 栄 芝
- アコーディオン指導 - 茂木益行
- 体操指導 - 上貞良江
- 方言指導（松江） - 青砥洋（武幸 役を兼ねる）
- 方言指導 - 藤山律子
- 藍染指導 - 林満治
- ダンス指導 - 中川三郎
- 剣道指導 - 林邦史朗
- 看護指導 - 小菅美代子
- 協力 - 鳳プロ、劇団いろは、早川プロ、八星プロ、トラック・ワン、若駒、は組頭中、オフィス・テン
- 制作 - 和田智允[9]
- 美術 - 川上潔[9]、魚住土喜夫、村松一徳
- 技術 - 黒柳要輔[9]、戸塚健庫
- 効果 - 平塚清[9]、林幸夫、岩淵東洋男
- 照明 - 堀川二三男[9]、鈴木利夫
- カメラ - 橋本国雄[9]、杉山節郎
- 音声 - 篠田光昭[9]、平野公一、篠田正昭
- 記録 - 久松有子[9]
- 演出 - 松井恒男[9]、江口浩之、菅野高至、宮川和幸、広川昭、小松隆、竹内豊、石井則夫、吉村文孝

## オープニング・イメージソング
オープニングは晴天の空をイメージした背景に、香月泰男が製作した人形の映像を映したもので当初はスキャットによる女性の声を使用したBGMだったが、第8週目の第48回を最後にスキャットは使用されなくなり第9週開始の第49回以降はスキャットのない形に変更された。
また、第49回以降では本編終了後に尺が余った時にはオープニングのメロディに歌詞を付けたものを西尾尚子が歌う「朝の前奏曲（プレリュード）」が使用され、映像はドラマの舞台である放映当時の人形町の景色と主演の原日出子の姿を映したものとなっていて、さながら原のイメージビデオのような映像であった。映像上の表記ではこの曲を「本日も晴天なり」主題歌としているが前述のとおりオープニングは歌のないBGMであり、後年の朝ドラ主題歌のような形での使用ではなく実際はイメージソング的な使用に留まった。なお、レコードは「朝の前奏曲（プレリュード）」ではなく「本日も晴天なり」で発売されている。ドラマの最終回では、ラストの元子が人形町を走り取材先へと向かうところで2コーラス目が使用された。